# Parang (Karimunjawa)
Parang is een bestuurslaag in het regentschap Jepara van de provincie Midden-Java, Indonesië. Parang telt 1575 inwoners (volkstelling 2010).